# قائمة أوامر إكس 86
قائمة مجوعة أوامر إكس 86 هي قائمة بالأوامر التي تدعمها المعالجات المتوافقة مع إكس 86، مجموعة أوامر إكس 86 تم توسيعها أكثر من مرة وإضافة سجلات معالج جديدة بها وأنواع بيانات ووظائف جديدة.

## أوامر إكس 86 لنوع البيانات صحيح
(بالإنجليزية: x86 integer instructions)‏

### الأوامر الأصلية لـ 8086/8088
| أمر  | المعنى                                                 | ملاحظات | أكواد العملية              |
| ---- | ------------------------------------------------------ | --- | -------------------------- |
| AAA  | بنظام الأسكي (ASCII) أضبط سجل AL بعد الجمع أو الإضافة  | يستخدم مع نظام عشري مشفر ثنائيا (Intel BCD opcode) المفكك | 0x37                       |
| AAD  | بنظام الأسكي (ASCII) أضبط سجل AX قبل التقسيم أو القسمة | 8086/8088 datasheet documents only base 10 version of the AAD instruction (كود العملية 0xD5 0x0A), but any other base will work. Later Intel's documentation has the generic form too. NEC V20 and V30 (and possibly other NEC V-series CPUs) always use base 10, and ignore the argument, causing a number of incompatibilities | 0xD5                       |
| AAM  | بنظام الأسكي (ASCII) أضبط سجل AX بعد عملية الضرب       | Only base 10 version (Operand is 0xA) is documented, see notes for AAD | 0xD4                       |
| AAS  | بنظام الأسكي (ASCII) أضبط سجل AL بعد عملية الطرح       | | 0x3f                       |
| ADC  | Add with carry                                         | destination := destination + source + carry_flag | 0x10…0x15, 0x80/2…0x83/2   |
| ADD  | أضف add و                                              | (1) r/m += r/imm; (2) r += m/imm; | 0x00…0x05, 0x80/0…0x83/0   |
| AND  | عطف منطقي                                              | (1) r/m &= r/imm; (2) r &= m/imm; | 0x20…0x25, 0x80/4…0x83/4   |
| CALL | إجراء إستدعاء (Call procedure)                         | push eip; eip points to the instruction directly after the call | 0x9A, 0xE8, 0xFF/2, 0xFF/3 |
| CBW  | تحويل بايت (byte) إلى أثنين بايت (word)                | | 0x98                       |
| CLC  | Clear carry flag                                       | CF = 0; | 0xF8                       |
| CLD  | Clear direction flag                                   | DF = 0; | 0xFC                       |
| أكمل |                                                        | |                            |